# Justin Whalin
Justin Whalin, född 9 juni 1974 i San Francisco, är en amerikansk skådespelare. Han är känd i rollen som Jimmy Olsen i TV-serien Lois & Clark.

## Filmer
- 1994 – Serial Mom
- 2000 – Dungeons & Dragons